# Karibu eszkimók
A karibu eszkimók több csoportot ölelnek fel. Legtöbbjük teljesen belvidéki megélhetésre rendezkedett be (az eszkimók többségének életmódjától eltérően). A Hudson-öböl nyugati partján, az erdőhatártól északra élnek.

## Anyagi kultúra
A faanyag eszkimókra általában jellemző szűkössége a karibu eszkimókat is érinti. Belvidéki életmódjukból fakadóan a bálnacsontot is nélkülözniük kell. Téli szálláshelyük építőanyagául így más megoldást kellett találniuk: sok más (de nem mindegyik) eszkimó csoporthoz hasonlóan, hókunyhót építettek. A bálna és a fa hiánya a fűtőanyag szűkösségét is maga után vonta, így az iglu lakóhelyiségeit nem is fűtötték. Az igluépítés technikája fejlett volt (más eszkimókhoz viszonyítva is), ez a fentiek fényében szükségszerűség. A nagy, bonyolult belső tagolású, specializált helyiségekre osztott, kettős falú, jó hőszigetelő iglukat folyosórendszer köthette össze, ekkor a családok a szabadba való kimenés nélkül is meglátogathatták egymást.
Egyes csoportok télen is hószigeteléssel javított bőrsátorban laktak, általában azonban a különböző fajta bőrsátrak csak nyári lakhelyként szolgáltak.

## Szellemi kultúra
A belvidéki életmód hatása a szellemi kultúra terén is megmutatkozott. Hiányzott az eszkimók közt elterjedt (a szakirodalomban sokszor Tengeri Nő néven említett, de valójában az egyes vidékeken különböző nevekkel illetett) tengeri óriásasszony alakja, aki a tengeri állatokkal állt kapcsolatban és a vadászatukat megakadályozhatta vagy engedélyezhette. Szerepét sok szempontból egy másik mitológiai lény töltötte be, de víziállatok helyett a karibu vonatkozásában.
Érdekes – bár nem az eszkimók közt nem teljesen egyedülálló – sajátosság volt a reinkarnáció jellegű elképzelés a halott sorsáról. (Rajtuk kívül a réz eszkimók is így hitték. Más eszkimó kultúrákban inkább a halott egy másik világban való további létét feltételezték.) Az éles szembeállítást finomítja az, hogy sok eszkimó kultúrában az embernek több lelket tulajdonítanak, ld. még kettős lélek képzet.